# 명칭별 군단 목록
다음은 군사 조직에서 명칭으로 된 군단의 색인 목록이다.

## 독일
- 슈메토우 기병군단
- 근위군단
- 근위예비군단
- 향토방위군단
- 보충군단
- 아프리카 군단
- 노르웨이 산악군단

## 그 외
- NATO 연합신속대응군단
- 오스트레일리아 군단
- 오스트레일리아 뉴질랜드 육군 군단 (ANZAC 군단)
- 영국 기병군단
- 영국 사막기마군단 (사막 종대)
- 캐나다 군단
- 유럽 군단

## 같이 보기
- 서수별 군단 목록

| Disambiguation icon | 이 문서는 명칭이 같고 같은 종류에 속하는 여러 대상을 연결하는 색인 문서입니다. |